# Élections législatives de 1906 dans l'Ain
Les élections législatives dans l'Ain ont lieu les dimanche 6 mai 1906 et 20 mai 1906. Elles ont pour but d'élire les députés représentant le département à la Chambre des députés pour un mandat de quatre années.

## Mode de scrutin
L'élection se fait donc au scrutin d'arrondissement, soit un mode uninominal majoritaire à deux tours. 
La circonscription pour l'élection est l'arrondissement. 
Le scrutin est individuel, chaque arrondissement élisant un député. 
Les arrondissements qui ont plus de cent mille habitants sont divisés. Dans ce cas on élit un député par circonscription électorale crée.
Seul l'arrondissement de Bourg-en-Bresse est divisé en deux.
L'article 18 précise qu'il faut réunir pour être élu au premier tour :
1. la majorité absolue des suffrages exprimés ;
2. un nombre de suffrages égal au quart des électeurs inscrits.

Au deuxième tour la majorité relative suffit. En cas d'égalité c'est le plus âgé qui est élu.

## Députés sortants et députés élus
|   | Circonscription        | Député sortant   |  | Parti | Député élu       |  | Parti |
| - | ---------------------- | ---------------- |  | ----- | ---------------- |  | ----- |
| 1 | Belley                 | Pierre Baudin    |  | PRRRS | Pierre Baudin    |  | PRRRS |
| 2 | 1re de Bourg-en-Bresse | Victor Authier   |  | PRRRS | Victor Authier   |  | PRRRS |
| 3 | 2e de Bourg-en-Bresse  | Paul Bozonet     |  | PRRRS | Paul Bozonet     |  | PRRRS |
| 4 | Gex                    | Eugène Bizot     |  | PRRRS | Eugène Bizot     |  | PRRRS |
| 5 | Nantua                 | Eugène Chanal    |  | PRRRS | Eugène Chanal    |  | PRRRS |
| 6 | Trévoux                | Alexandre Bérard |  | PRRRS | Alexandre Bérard |  | PRRRS |

## Résultats à l'échelle du département
| Partis         | Partis                                           | Premier tour | Premier tour | Deuxième tour | Deuxième tour | Sièges |
| Partis         | Partis                                           | Voix         | %            | Voix          | %             | Sièges |
| -------------- | ------------------------------------------------ | ------------ | ------------ | ------------- | ------------- | ------ |
|                | Parti républicain, radical et radical-socialiste | 55 214       | 65,64        | 11 972        | 86,64         | 6      |
|                | Action libérale populaire                        | 15 799       | 18,78        | 2 011         | 14,22         | 0      |
|                | Sans étiquette                                   | 7 720        | 9,18         |               |               |        |
|                | Section française de l'Internationale ouvrière   | 5 707        | 6,78         | 64            | 0,45          |        |
|                |                                                  |              |              |               |               |        |
| Inscrits       | Inscrits                                         | 105 895      | 100,00       | 24 559        | 100,00        |        |
| Votants        | Votants                                          | 85 319       | 80,57        | 15 971        | 65,03         |        |
| Abstention     | Abstention                                       | 20 576       | 19,43        | 8 588         | 34,97         |        |
| Blancs et nuls | Blancs et nuls                                   | 1 199        | 1,41         | 1 827         | 11,44         |        |
| Exprimés       | Exprimés                                         | 84 120       | 98,59        | 14 144        | 88,56         |        |

## Résultats par arrondissement

### Arrondissement de Belley
| Candidats      | Candidats       | Étiquette      | Premier tour | Premier tour |
| Candidats      | Candidats       | Étiquette      | Voix         | %            |
| -------------- | --------------- | -------------- | ------------ | ------------ |
|                | Pierre Baudin * | PRRRS          | 11 290       | 61,20        |
|                | Brillat-Savarin | ALP            | 4 475        | 24,26        |
|                | François Belly  | SFIO           | 2 535        | 13,74        |
|                |                 |                |              |              |
| Inscrits       | Inscrits        | Inscrits       | 23 835       | 100,00       |
| Votants        | Votants         | Votants        | 18 449       | 77,40        |
| Abstention     | Abstention      | Abstention     | 5 386        | 22,60        |
| Blancs et nuls | Blancs et nuls  | Blancs et nuls | 149          | 0,81         |
| Exprimés       | Exprimés        | Exprimés       | 18 300       | 99,19        |

*sortant

### Arrondissement de Bourg-en-Bresse

#### 1recirconscription
| Candidats      | Candidats        | Étiquette      | Premier tour | Premier tour | Deuxième tour | Deuxième tour |
| Candidats      | Candidats        | Étiquette      | Voix         | %            | Voix          | %             |
| -------------- | ---------------- | -------------- | ------------ | ------------ | ------------- | ------------- |
|                | Victor Authier * | PRRRS          | 6 730        | 45,45        | 8 734         | 92,79         |
|                | Bourgoin         | ALP            | 5 315        | 35,89        | 557           | 5,92          |
|                | Masson           | PRRRS          | 2 562        | 17,30        | 17            | 0,18          |
|                | François Perraud | SFIO           | 202          | 1,36         | 18            | 0,19          |
|                |                  |                |              |              |               |               |
| Inscrits       | Inscrits         | Inscrits       | 18 002       | 100,00       | 18 002        | 100,00        |
| Votants        | Votants          | Votants        | 14 890       | 82,71        | 11 118        | 61,93         |
| Abstention     | Abstention       | Abstention     | 3 112        | 17,29        | 6 854         | 38,07         |
| Blancs et nuls | Blancs et nuls   | Blancs et nuls | 84           | 0,56         | 1 705         | 15,34         |
| Exprimés       | Exprimés         | Exprimés       | 14 806       | 99,44        | 9 413         | 84,66         |

*sortant

#### 2ecirconscription
| Candidats      | Candidats      | Étiquette      | Premier tour | Premier tour |
| Candidats      | Candidats      | Étiquette      | Voix         | %            |
| -------------- | -------------- | -------------- | ------------ | ------------ |
|                | Paul Bozonet * | PRRRS          | 9 942        | 67,22        |
|                | Villefranche   | ALP            | 4 840        | 32,72        |
|                |                | Divers         | 161          | 1,09         |
|                |                |                |              |              |
| Inscrits       | Inscrits       | Inscrits       | 17 427       | 100,00       |
| Votants        | Votants        | Votants        | 14 932       | 85,68        |
| Abstention     | Abstention     | Abstention     | 2 495        | 14,32        |
| Blancs et nuls | Blancs et nuls | Blancs et nuls | 141          | 0,94         |
| Exprimés       | Exprimés       | Exprimés       | 14 791       | 99,06        |

*sortant

### Arrondissement de Gex
| Candidats      | Candidats             | Étiquette      | Premier tour | Premier tour | Deuxième tour | Deuxième tour |
| Candidats      | Candidats             | Étiquette      | Voix         | %            | Voix          | %             |
| -------------- | --------------------- | -------------- | ------------ | ------------ | ------------- | ------------- |
|                | Eugène Bizot *        | PRRRS          | 2 296        | 42,99        | 3 213         | 67,91         |
|                | Fouilloux             | PRRRS          | 1 503        | 28,13        | 8             | 0,17          |
|                | Amédée Girod de l'Ain | ALP            | 1 169        | 21,88        | 1 454         | 30,73         |
|                | Charles Grasz         | SFIO           | 374          | 7,00         | 46            | 0,97          |
|                |                       |                |              |              |               |               |
| Inscrits       | Inscrits              | Inscrits       | 6 557        | 100,00       | 6 557         | 100,00        |
| Votants        | Votants               | Votants        | 5 353        | 81,64        | 4 853         | 74,01         |
| Abstention     | Abstention            | Abstention     | 1 204        | 18,36        | 1 704         | 25,99         |
| Blancs et nuls | Blancs et nuls        | Blancs et nuls | 10           | 0,19         | 122           | 2,51          |
| Exprimés       | Exprimés              | Exprimés       | 5 343        | 99,81        | 4 731         | 97,49         |

*sortant

### Arrondissement de Nantua
| Candidats      | Candidats         | Étiquette      | Premier tour | Premier tour |
| Candidats      | Candidats         | Étiquette      | Voix         | %            |
| -------------- | ----------------- | -------------- | ------------ | ------------ |
|                | Eugène Chanal *   | PRRRS          | 6 943        | 63,63        |
|                | Jean-Marie Candor | SFIO           | 2 596        | 23,79        |
|                | Ponsard           | DIV            | 714          | 6,54         |
|                |                   |                |              |              |
| Inscrits       | Inscrits          | Inscrits       | 14 998       | 100,00       |
| Votants        | Votants           | Votants        | 10 911       | 72,75        |
| Abstention     | Abstention        | Abstention     | 4 087        | 27,25        |
| Blancs et nuls | Blancs et nuls    | Blancs et nuls | 623          | 5,71         |
| Exprimés       | Exprimés          | Exprimés       | 10 288       | 94,29        |

*sortant

### Arrondissement de Trévoux
| Candidats      | Candidats          | Étiquette      | Premier tour | Premier tour |
| Candidats      | Candidats          | Étiquette      | Voix         | %            |
| -------------- | ------------------ | -------------- | ------------ | ------------ |
|                | Alexandre Bérard * | PRRRS          | 13 948       | 67,74        |
|                | Decurtyl           | DIV            | 6 621        | 32,15        |
|                |                    | Divers         | 224          | 1,09         |
|                |                    |                |              |              |
| Inscrits       | Inscrits           | Inscrits       | 25 076       | 100,00       |
| Votants        | Votants            | Votants        | 20 784       | 82,88        |
| Abstention     | Abstention         | Abstention     | 4 292        | 17,12        |
| Blancs et nuls | Blancs et nuls     | Blancs et nuls | 192          | 0,92         |
| Exprimés       | Exprimés           | Exprimés       | 20 592       | 99,08        |

*sortant